# WISHES
Pour les articles homonymes, voir Wishes (homonymie).
WISHES (acronyme de Web Based Information Service for Higher Education Students, autrement dit « Service d’information web pour les étudiants du supérieur et des Universités ») est un projet européen mis en œuvre par neuf institutions. WISHES promeut les offres de travail et les études pour les étudiants du monde entier à travers son portail. Établi sur base des besoins formulés par plus de 4 000 étudiants, le portail centralise de l’information relative aux institutions actrices de l’enseignement européen ainsi que de l’information sur les employeurs potentiels d’étudiants, et cela selon ce que prévoit le Processus de Bologne, ainsi que le traité de Lisbonne.
Constitué par un vaste réseau diversifié, lequel comprend plus de 100 universités, associations européennes, agences nationales ainsi que la Commission européenne, WISHES s’adresse à trois principaux groupes : les étudiants du monde entier, les universités et les hautes écoles (reprises sous le vocale HEI’s) ainsi que les entreprises.

## Histoire
En décembre 2006, durant leur semestre Erasmus à l’université de Tomas Bata à Zlin, en République tchèque, Michael Steinmann et Ricardo Dores ont eu l’idée de créer un portail Web afin de centraliser et de présenter de l’information intéressante concernant les séjours dans les « universités Erasmus » d’Europe.
Grâce à leur engagement et aux supports rapide de plusieurs Universités, leur idée grandit rapidement : Des présentations du projet lors de diverses conférences internationales furent suivies par une invitation de Alan Smith à présenter l’idée de WISHES à la direction générale de l'éducation et de la culture (DG EAC) de la Commission européenne à Bruxelles en avril 2007.
Supporté par l’université de Paderborn, Michael Steinmann et le prof. Dr. Leena Suhl soumirent en 2008 une première version du Project au sein de l’Action 4 du programme Erasmus Mundus pour améliorer l’attractivité de l’enseignement supérieur en Europe. À la suite de cela, en octobre 2008, WISHES fut approuvé par la Commission européenne (Agreement No. 2008-2457 / 001 - 001 MUN MUNATT) et débuta officiellement en décembre 2008.
En 2009, trois enquêtes majeures ont été menées pour établir de solides fondations au portail WISHES. 600 institutions, 100 entreprises et 4000 étudiants formulèrent ainsi leurs souhaits concernant la centralisation d’informations relatives aux études et aux placements en Europe. Pour promouvoir encore plus l’idée du projet, WISHES a été en 2009 présenté lors de différentes conférences européennes sur la mobilité dans les réseaux d’enseignement en Europe : lors de la conférence ERACON 2009 (du 29 avril au 3 mai 2009 à Nicosie, à Chypre) et lors de l’EAIE conférence 2009 (du 16 au 19 septembre à Madrid).
En mai 2010, le portail de mobilité WISHES fut lancé pour les HEI’s lors des WISHES Networking Days (NWD 2010) à Essen en Allemagne. Depuis juin 2010, les HEI’s ont été invitées à préparer leur présentation dans WISHES pour le lancement de WISHES auprès des étudiants en septembre 2010.

## Groupes cibles
WISHES offre ses services à trois groupes principaux : 
- Étudiants – les étudiants des universités du monde entier intéressés par des études ou un stage à l’étranger. De plus, WISHES vise aussi les Pupils For Higher Education Abroad. Une étroite collaboration avec les associations d’étudiants est actuellement mise en place(avec l’Erasmus Student Network ou encore la European Medical Students Association, par exemple).

- HEI’s – Les Universités, Collèges, associations académiques, réseaux de formation et autres institutions ayant adhéré à Bologne, peuvent avoir la possibilité de se présenter sur WISHES. Concrètement, WISHES vise les personnes responsables dans l’institution au niveau des contacts internationaux.

- Entreprises – Les employeurs, membres d’associations professionnelles et les compagnies ayant adhéré au processus de Bologne et recherchant des moyens d’attirer des étudiants internationaux et des jeunes diplômés du monde entier, constituent le troisième groupe.

## Éléments
Rencontrant les besoins des étudiants internationaux actuels, le portail WISHES est constitué de trois parties : 
- Portail d’information: l‘« Information portal », présentant les offres pour des études au niveau européen. Outre des informations significatives sur les différents cours et études possibles, des informations sur les pays, les villes, le logement, les coûts de la vie, etc sont également disponibles.

- Base de données de placements possibles en entreprise : Ce deuxième composant de la plateforme permet de présenter les employeurs et leur(s) offre(s) sous forme d'une carte business Web individuelle aux étudiants du monde entier.

- Communauté en ligne : Dans ce troisième composant de WISHES, les étudiants commentent, discutent et évaluent les différentes offres d’études et de stages ainsi que les considérations pratiques(comment les organiser). Ce marché virtuel est structuré selon les différents pays.

## Consortium
Le consortium WISHES est constitué de 9 institutions :
- University of Paderborn (DE)
- Haute École de la Province de Liège (BE)
- CATT Innovation-Management GmbH (AT)
- European Office of Cyprus (CY)
- Ondokuz Mayis University (TR)
- Hogeschool-Universiteit Brussel (BE)
- Université de Grenade (ES)
- Tomas Bata University in Zlín (CZ)
- St. Petersburg State University of Service and Economics (RUS)

## Étapes entre 2010 et 2011
En septembre 2010, WISHES est disponible pour les étudiants. En février 2011, les employeurs ont la possibilité de proposer leurs offres sur la plateforme. De plus, le projet Erasmus Mundus WISHES sera présenté lors des conférences suivantes : 
- 2010
  - En juillet : conférence ERACON à Vienne en Autriche
  - En septembre : conférence EAIE à Nantes en France
  - En novembre : QS APPLE à Singapour

- 2011
  - En mars: APAIE Taipei, Taiwan
  - En avril : conférence ERACON  à Athènes en Grèce
  - En juin : NAFSA à Vancouver au Canada
  - En septembre : conférence EAIE Copenhague au Danemark
  - En octobre : WISHES Networking days 2011 à Saint-Pétersbourg en Russie"

## Le réseau WISHES
- Fundamental Scientific Library	(AM)
- Yerevan State Academy of Fine Arts (AM)
- Anton Bruckner Private University for Music, Drama, and Dance (AT)
- Vorarlberg University of Applied Sciences (AT)
- Private University Seeburg Castle (AT)
- National Aviation Academy of Azerbaijan (AZ)
- Qafqaz University (AZ)
- Dzemal Bijedic University in Mostar (BA)
- Université libre de Bruxelles (BE)
- Université de Hasselt (BE)
- Haute École de la Province de Liège (BE)
- Hogeschool-Universiteit Brussel (HUB) (BE)
- IHECS International (BE)
- Université de Mons (BE)
- University College West Flanders (BE)
- Medical University of Pleven (BG)
- Nouvelle Université Bulgare (BG)
- Université de Veliko Tarnovo (BG)
- University of Applied Sciences of Southern Switzerland (CH)
- Webster University Geneva (CH)
- Université de Chypre (CY)
- Académie tchèque des arts musicaux (CZ)
- Czech University of Life Sciences Prague (CZ)
- Université Masaryk (CZ)
- Université Mendel (CZ)
- Newton College Brno (CZ)
- Université technique d'Ostrava (CZ)
- Université de Pardubice (CZ)
- University of Veterinary and Pharmaceutical Sciences Brno (CZ)
- University of West Bohemia (CZ)
- Tomas Bata University in Zlín (CZ)
- Université européenne Viadrina (DE)
- Aalen University (DE)
- European University Viadrina Frankfurt (Oder) (DE)
- Hochschule für Gesundheit und Sport (DE)
- Université d'Ulm (DE)
- University of Applied Management (DE)
- Université de Paderborn (DE)
- Université de Göttingen (DE)
- Copenhagen Business School (DK)
- Tallinn University of Technology (EE)
- Baltic Film and Media School (ES)
- University of Oviedo	(ES)
- University of Cordoba (ES)
- Autonomous University of Barcelona (ES)
- Université nationale d'enseignement à distance (ES)
- San Pablo CEU University(ES)
- Technical University of Catalonia (ES)
- University of Almeria (ES)
- Université de Cantabrie (ES)
- Université de Coimbra (ES)
- Université de Córdoba (ES)
- Université de Grenade (ES)
- Université de Gérone (ES)
- Université des Açores (ES)
- University of the Basque Country (ES)
- Université de Vigo (ES)
- Université de Saragosse (ES)
- HAMK University of Applied Sciences (FI)
- Lappeenranta University of Technology (FI)
- Université des sciences appliquées Laurea (FI)
- Université des sciences appliquées Novia (FI)
- Université technologique de Tampere (FI)
- University of Eastern Finland (FI)
- University of Lapland (FI)
- University of Oulu (FI)
- École supérieure du commerce extérieur (FR)
- Université catholique de Lille (FR)
- Université Pierre-Mendès-France - Grenoble (FR)
- Université de Bretagne-Sud (FR)
- Université Aristote de Thessalonique (GR)
- Université d'économie d'Athènes (GR)
- Hellenic Open University (GR)
- TEI of Epirus (GR)
- TEI of Kavala (GR)
- University of Crete (GR)
- University of Zadar (HR)
- Corvinus University of Budapest (HU)
- Kodolanyi Janos University College (HU)
- Szent István University (HU)
- University of Debrecen (HU)
- Université de Reykjavik (IS)
- Université d'Islande (IS)
- Libera Università Maria SS. Assunta (IT)
- Université de Ferrare (IT)
- Université de Foggia (IT)
- Université de Parme (IT)
- Université de Pavie (IT)
- Kyrgyz Technical University (KG)
- Karaganda State University (KZ)
- M. Auezov South Kazachstan State Univerzity (KZ)
- Lithuanian Academy of Physical Education (LT)
- Kolping College(LT)
- Klaipeda Business School (LT)
- Kaunas College(LT)
- Lithuanian University of Health Sciences (LT)
- Lithuanian Academy of Physical Education (LT)
- Mykolas Romeris University	(LT)
- Siauliai University (LT)
- Utena College (LT)
- Vilnius University (LT)
- Vilnius Gediminas Technical University (LT)
- University of Management and Economics	(LT)
- Vytautas Magnus University (LT)
- West Lithuania Business College (LT)
- Latvian Academy of Culture (LV)
- School of Business Administration Turiba (LV)
- State University of Tetova (MK)
- Avans University of Applied Sciences (NL)
- Radbound University Nijmegen (NL)
- Utrecht School of the Arts (NL)
- VU University Amsterdam (NL)
- Wageningen University (NL)
- University of Agder (NO)
- Warsaw School of Social Sciences and Humanities	(NO)
- University of Information Technology and Management (PL)
- Warsaw University of Technology	(PL)
- Academy of Businessv in Dabrowa Gornicza	(PL)
- Academy of Physical Education (PL)
- Adam Mickiewicz University (PL)
- Collegium Civitas (PL)
- Cracow University of Economics	(PL)
- Cracow University of Technology	(PL)
- Karol Adamiecki University of Economics	(PL)
- Polish Academy of Sciences in Łódź (PL)
- The Pedagogy Academy in Lodz (PL)
- The West Pomeranian Business School (PL)
- Université de Łódź (PL)
- École des hautes études commerciales de Varsovie (PL)
- Wrocław Environmental and Life Sciences University (PL)
- Catholic University of Portugal (PT)
- Estoril Higher Institute for Tourism and Hotel Management (PT)
- Higher Institute Bissaya Barreto (PT)
- Instituto Politecnico de Castelo Branco (PT)
- IPAM - Marketing School for Business (PT)
- Lisbon University Institut (PT)
- Nouvelle université de Lisbonne	(PT)
- Polytechnic Institute of Guarda	(PT)
- Polytechnic Institute of Porto	(PT)
- Polytechnic Institute of Tomar	(PT)
- School of communication and Media Studies (PT)
- Université Fernando Pessoa (PT)
- Université d'Aveiro (PT)
- Université de Beira Interior (PT)
- Politehnica University of Bucharest (RO)
- Babeş-Bolyai University (RO)
- University of Galati (RO)
- Eftimie Murgu University Reşiţa (RO)
- Grigore T. Popa University of Medicine and Pharmacy (RO)
- Lucian Blaga University of Sibiu (RO)
- Titu Maiorescu University (RO)
- University Babes Bolyai (RO)
- Université d'Oradea (RO)
- West University of Timişoara (RO)
- Udmurt State University	(RU)
- Arkhangelsk State Technical University	(RU)
- Gorno-Altaisk State University	(RU)
- Kostroma State Nekrassow-University (RU)
- Saint Petersburg State University of Service and Economics(RUS)
- North-Caucasus State Technical University (RU)
- Novosibirsk State Technical University (RU)
- Moscow State Linguistic University (RU)
- Peoples' Friendship University of Russia (RU)
- Saint Petersburg State Polytechnical University	(RU)
- Saint Petersburg State University of Economics and Finance (RU)
- Matej Bel University(SK)
- University of Žilina (SK)
- GEA College of Entrepreneurship	(SK)
- University of Ljubljana (SL)
- Istanbul Aydin University (SL)
- Université de Karlstad (SW)
- Mehmet Akif Ersoy University(TK)
- Anadolu University (TR)
- Bozok University (TR)
- Cumhuriyet University (TR)
- Dokuz Eylul University (TR)
- Université Hacettepe (TR)
- Istanbul Aydin University (TR)
- Izmir University of Economics (TR)
- Karabuk University (TR)
- Okan University (TR)
- Université Özyeğin (TR)
- Pamukkale University (TR)
- University of Gaziantep (TR)
- Yasar University (TR)
- Université calédonienne de Glasgow (TR)
- University College London (UK)
- Université de l'Essex (UK)